# ATP13A2
ای‌تی‌پی‌آز 13A2 حمل‌کنندهٔ احتمالی کاتیون (انگلیسی: Probable cation-transporting ATPase 13A2) یک آنزیم است که در انسان توسط ژن «ATP13A2» کُدگذاری می‌شود و در حمل کاتیون‌های فلزای دوظرفیتی نقش دارد. به‌نظر می‌رسد این آنزیم سلول را در برابر اثرات سمی فلزات منگنز و روی محافظت می‌کند.
فقدان این آنزیم با بروز پاراپلژی اسپاستیک و سندرم کفر-راکب (نوعی پارکیسنیسم پیش‌رونده به‌همراه اختلال حافظه و فراموشی) در ارتباط است.

## برای مطالعهٔ بیشتر
- Hampshire DJ, Roberts E, Crow Y, Bond J, Mubaidin A, Wriekat AL, Al-Din A, Woods CG (October 2001). "Kufor-Rakeb syndrome, pallido-pyramidal degeneration with supranuclear upgaze paresis and dementia, maps to 1p36". Journal of Medical Genetics. 38 (10): 680–2. doi:10.1136/jmg.38.10.680. PMC 1734748. PMID 11584046.
- Di Fonzo A, Chien HF, Socal M, Giraudo S, Tassorelli C, Iliceto G, Fabbrini G, Marconi R, Fincati E, Abbruzzese G, Marini P, Squitieri F, Horstink MW, Montagna P, Libera AD, Stocchi F, Goldwurm S, Ferreira JJ, Meco G, Martignoni E, Lopiano L, Jardim LB, Oostra BA, Barbosa ER, Bonifati V (May 2007). "ATP13A2 missense mutations in juvenile parkinsonism and young onset Parkinson disease". Neurology. 68 (19): 1557–62. doi:10.1212/01.wnl.0000260963.08711.08. PMID 17485642.